# Girocupularrotonda pentagonal
En geometría, la girocupularrotonda pentagonal es uno de los sólidos de Johnson (J33). Al igual que la ortocupularrotonda pentagonal (J32), puede construirse uniendo una cúpula pentagonal (J5) con una rotonda pentagonal (J6) por sus bases decagonales. La diferencia es que, en este sólido, una de las mitades está rotada 36 grados respecto de la otra.
Los 92 sólidos de Johnson fueron nombrados y descritos por Norman Johnson en 1966.